# Carteriospongia silicata
Carteriospongia silicata är en svampdjursart som först beskrevs av Lendenfeld 1889.  Carteriospongia silicata ingår i släktet Carteriospongia och familjen Thorectidae. Inga underarter finns listade i Catalogue of Life.